# أدريان سابو
أدريان سابو (بالرومانية: Adrian Szabo)‏ هو مدرب كرة قدم ولاعب كرة قدم روماني في مركز الوسط، ولد في 17 يونيو 1960 في براشوف في رومانيا. لعب مع نادي براشوف.

## وصلات خارجية
- أدريان سابو على موقع قاعدة بيانات كرة القدم.إي يو (الإنجليزية)
- أدريان سابو على موقع Soccerway.com (الإنجليزية)